# انتساب‌گرایی
انتساب‌گرایی یا اسکریپتیویسم (به انگلیسی: Ascriptivism) دیدگاهی است که می‌گوید انسان‌ها باید مسئول اعمال اجتماعی خود باشند. قائلان به انتساب‌گرایی معتقدند که گفتن «عملی از جانب یک عامل داوطلبانه بوده است» به معنای توصیف «عمل به‌مثابه علتی خاص» نیست، بلکه به‌معنای نسبت دادن آن به عامل یا مسئول دانستن عامل در قبال آن است.